# Great Brington
Great Brington este un sat din districtul Daventry, comitatul Northamptonshire din Anglia. Satul are aproximativ 200 de persoane.
Parohia este dedicată St Maria și St Ioan.
Chiar în apropierea satului se află Casa Althorp, căminul familiei Spencer și al Dianei, Prințesă de Wales. Prezentatorul de televiziune Jo Whiley este și el din acest sat.
Numeroși susținători ai teoriei unei conspirații cred că Diana este de fapt îngropată în curtea bisericii din Great Brington, nu la Althorp.
Moartea Dianei a avut un efect puternic asupra satului - taverna din sat a fost redenumită, din "Vulpea și căinii de vânătoare" în "Hanul Althorp" și poșta, care fusese nefrecventată de nimeni, a dobândit facilități, instalându-se acolo și o casă de schimb valutar, din cauză că a crescut mult turismul în zonă.
Drumul recreativ Macmillan Way, drum de relaxare de lungă distanță trece prin Great Brington.
Sate învecinate:
- Little Brington
- Nobottle
- Long Buckby